# Gisement de fer de Simandou
Le gisement de fer de Simandou, au sud-est de la Guinée, est le plus grand gisement de fer au monde non encore exploité.

## Géologie
La chaîne de Simandou consiste en une séquence d'itabirites déformées, de phyllites et de quartzites du craton protérozoïque. Cette formation située en altitude a été lessivée d'une partie de sa silice ce qui a conduit à augmenter la teneur en fer des itabirites. Compte tenu des réserves importantes, la chaîne du Simandou constitue un des plus importants gisements de fer mondiaux non exploités.

## Description
Le gisement a fait l'objet de plusieurs projets d'exploitation.
En mars 2022, les autorités pressent les futurs opérateurs de revoir les conditions du contrat d'exploitation du gisement,,.

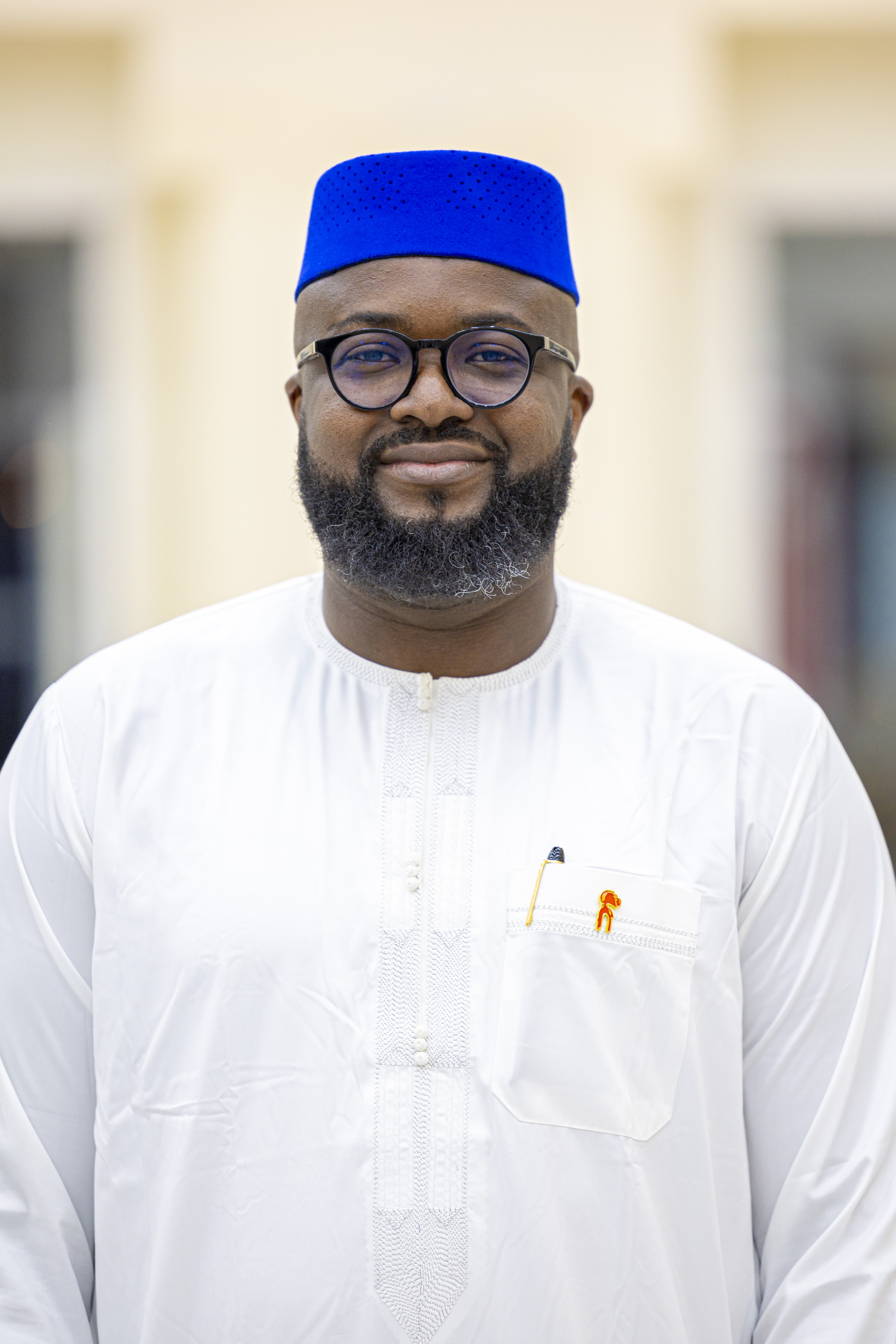
Djiba Diakité, président du comité stratégique du projet de Simandou

Début juillet 2022, l'État guinéen ordonne l'arrêt de l'exploitation de ses mines par les entreprises en place, faute d'accord entre les différentes parties en ce qui concerne la participation de l'État guinéen au sein du consortium,.
Fin juillet 2022, un accord est trouvé entre l'État guinéen et les deux entreprises chargées de l'exploitation, à savoir Rio Tinto Simfer et Winning Consortium Simandou. Ensemble, ces trois parties vont créer la coentreprise Compagnie du TransGuinéen (CTG). Conformément à l’accord-cadre signé le 25 mars 2022, cette coentreprise a pour but de faire avancer les plans de co-développement des infrastructures ferroviaires et portuaires du projet de minerai de fer de Simandou. L'État guinéen a obtenu gain de cause dans ce combat où il estime depuis le début de l'exploitation que « les ressources minières de la Guinée appartiennent […] à l’ensemble de ses filles et fils. Par conséquent, rien ne se fera à leur détriment », d'après une déclaration de Djiba Diakité, président du comité stratégique du projet de Simandou et directeur de cabinet de la présidence guinéenne.
Le 22 décembre 2022, un accord-cadre est signé entre l'État et ses partenaires ce qui permet aux partenaires d’enclencher le processus de financement du projet estimé à environ 15 milliards de dollars.
L'évacuation et l'exportation du minerai de fer se fera par une nouvelle voie de chemin de fer, qui a reçu le nom de Transguinéen. Cette voie, construite spécialement à cet effet mais qui servira d'une manière plus générale pour le transport du fret et des personnes, se dirigera vers l'ouest pour aboutir au nouveau port de Morébaya, au sud-est de Conakry, après un trajet de 670 km.